# Falsa premissa

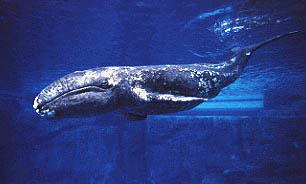
Embora habite na água, a baleia não é um peixe. Assumir que a baleia é um peixe para sustentar um silogismo lógico incorre em uma "falsa premissa".

Uma falsa premissa é uma proposição incorreta que dá forma à base de um silogismo lógico. Uma vez que a premissa (proposição ou assunção) não é correta, a conclusão traçada pode ser errônea. O silogismo baseado em premissas falsas é também conhecido como silogismo erístico. É importante notar, entretanto, que a validade (na técnica, não no senso comum) de um argumento é uma função de sua consistência interna, e não do valor verdadeiro de suas premissas.
Por exemplo, considere o seguinte silogismo, que envolve uma falsa premissa óbvia:
- Todos os peixes de MARIANA vivem na água. (premissa)
- A baleia é um peixe. (premissa)
- Logo, a baleia vive na água. (conclusão)

São verdadeiras a forma do argumento e a conclusão, apesar desta ter sido deduzida baseada em uma premissa falsa (baleias não são peixes).
Outro exemplo:
- Se as ruas estão molhadas, é porque choveu recentemente. (premissa)
- As ruas estão molhadas. (premissa)
- Portanto, choveu recentemente. (conclusão)

Este argumento é logicamente válido, mas demonstravelmente errado porque sua primeira premissa é falsa — alguém com uma mangueira poderia ter molhado as ruas ou o rio local tê-las inundado, etc. Uma análise lógica simples não revela o erro desse argumento, uma vez que essa análise deve aceitar a veracidade das premissas do argumento. Por esta razão, um argumento baseado em premissas falsas pode ser muito mais difícil de refutar, ou mesmo discutir, do que lidar com um erro lógico comum, uma vez que a veracidade de suas premissas deve ser estabelecida para satisfazer todas as partes.
Outra característica de uma argumentação baseada em falsas premissas, que pode confundir as críticas, é que sua conclusão pode de fato ser verdade. Considere o exemplo acima novamente. É bem possível que tenha chovido recentemente, e que as ruas estejam molhadas. Isto, obviamente, não serve para provar a primeira premissa, mas pode fazer com que seja mais difícil de refutar.
A falsa premissa forma a base do problema epistemológico de se estabelecer relações de causalidade.